# Ice Hockey Superleague
La Ice Hockey Superleague (nota anche come Sekonda Ice Hockey Superleague nel 1998–99 per motivi di sponsor) era la principale lega professionistica di hockey su ghiaccio britannica fra il 1996 ed il 2003. Fu smantellata dopo la stagione 2002-2003 e rimpiazzata dalla Elite Ice Hockey League. Non prevedeva promozioni né retrocessioni, ma comunque il lotto delle partecipanti non era fisso, con scambi con la meno quotata British National League.

## Vincitori della lega
1996–97 Cardiff Devils

1997–98 Ayr Scottish Eagles

1998–99 Manchester Storm

1999–00 Bracknell Bees

2000–01 Sheffield Steelers

2001–02 Belfast Giants

2002–03 Sheffield Steelers

## Squadre
- Ayr Scottish Eagles (1996–02)
- Basingstoke Bison (1996–98)
- Belfast Giants (2000–03)
- Bracknell Bees (1996–03)
- Cardiff Devils (1996–01)
- London Knights (1998–03)
- Manchester Storm (1996–02)
- Newcastle Jesters (in precedenza Newcastle Cobras, poi Newcastle Riverkings) (1996–01)
- Nottingham Panthers (1996–03)
- Sheffield Steelers (1996–03)

### Migliori giocatori del mese
| Stagione  | Ottobre       | Novembre      | Dicembre          | Gennaio        | Febbraio        | Marzo          |
| --------- | ------------- | ------------- | ----------------- | -------------- | --------------- | -------------- |
| 1998–99   | Greg Hadden   | Kip Noble     | Frank Pietrangelo | Paul Adey      | Grant Sjerven   | Shayne McCosh  |
| 1999–2000 | Ed Courtenay  | Mark Cavallin | Tony Hand         | Steve Thornton | Rob Stewart     | Jimmy Hibbert  |
| 2000–01   | Trevor Robins | Tony Hand     | Stevie Lyle       | Shayne McCosh  | David Longstaff | Joe Cardarelli |
| 2001–02   | Mark Cadotte  | Colin Ward    | Scott Allison     | –              | –               | –              |